# Рангатира

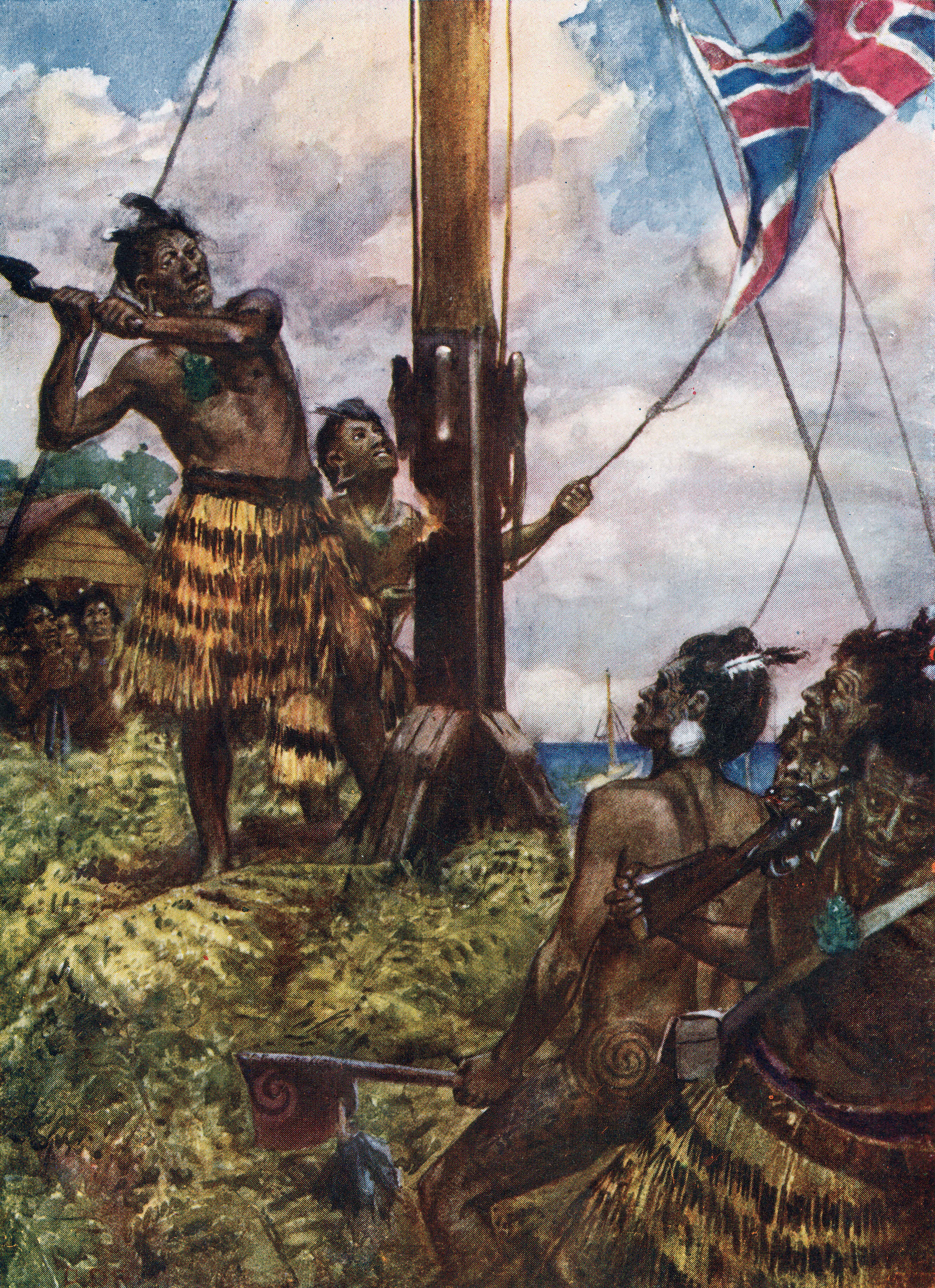
Рангатира Хоне Хеке срубает флагшток с британским флагом во время Войны за флагшток в Корорареке. Картина Артура Дэвида Маккормика

Рангатира (маори Rangatira) — титул вождей (с XIX и по сегодняшний день), наследственных среди народа маори в Новой Зеландии. Эти вожди обладали важнейшим авторитетом среди маори, и считались мудрыми и решительными людьми. Они были носителями власти (земельных участков) и устанавливали жесткие границы между своей собственной землей и землями других вождей. Иными словами, это были вожди общества маори.
Маори, говоря друг с другом, редко упоминают о своем вожде кроме как «наш друг», или если он старый человек, употребляется «наш старший». Однако в переговорах с европейцами они, говоря о вожде, чаще всего употребляют «наш рангатира», что для белых людей в Новой Зеландии является синонимом слова «вождь», хотя это слово может иметь и другие значения. Согласно обычаю, когда говорит рангатира, все присутствующие должны молчать и слушать его.